# Železniční nehoda na mostě přes Velký Belt
Ve středu 2. ledna 2019 došlo kolem 7.30 hodin ráno k železniční nehodě na mostu přes Velký Belt. Osobní vlak se 131 cestujícími a třemi členy posádky musel začít náhle brzdit, když z protijedoucího nákladního vlaku začaly odlétat předměty, které do něj narážely. Při nehodě zemřelo osm lidí, 5 žen a 3 muži. Jde o největší železniční nehodu v Dánsku od roku 1988, kdy došlo vlivem vysoké rychlosti k vykolejení vlaku u Kodaně s následkem osmi mrtvých a 72 zraněných lidí.

## Vyšetřování
Šetření příčin nehody stále probíhá. V úvahu přichází vliv bouře Alfrida, ačkoli rychlost větru na mostě naměřená se zdá nedostatečnou pro to, aby způsobila tak vážnou nehodu.